# 类苍白球蛛
类苍白球蛛（学名：Theridion subpallens）为球蛛科球蛛属的动物。分布于日本以及中国大陆的北京、河南等地。该物种的模式产地在日本。